# 李遷哲
李 遷哲（り せんてつ、511年 - 574年）は、中国の南北朝時代の軍人。字は孝彦。本貫は安康郡。

## 経歴
南朝梁の東梁衡二州刺史・沌陽侯の李元真の子として生まれた。文徳主帥を初任とし、直閤将軍・武賁中郎将に転じた。父が衡州刺史となると、遷哲は郷里にとどまって、部曲を監督統率した。大同2年（536年）、安康郡太守に任じられた。大同3年（537年）、超武将軍の位を加えられた。太清2年（548年）、魏興郡に移駐し、都督魏興上庸等八郡諸軍事となり、父の沌陽侯の爵位を嗣いだ。太清4年（550年）、持節・信武将軍・散騎常侍・都督東梁洵興等七州諸軍事・東梁州刺史に転じた。侯景の乱が起こり、梁の諸王が帝位を争う末になると、遷哲は辺境の軍人の任務に専念して、自らの身を守った。
大統17年（551年）、西魏の宇文泰が達奚武・王雄らを山南の地に派遣して攻略させると、遷哲は部下を率いて交戦したが敗れ、達奚武に降伏した。長安に連行されたが、宇文泰と面会して毅然とした態度であったため、宇文泰に気に入られ、使持節・車騎大将軍・散騎常侍の位を受け、沌陽県伯に封じられた。
恭帝元年（554年）、直州の楽熾や洋州の田越、金州の黄国らが連携して、西魏に反抗して起兵した。宇文泰は雁門公田弘を梁州・漢中へ、開府の賀若敦を直谷におもむかせた。楽熾は西魏軍が来ると知ると、桟道を焼いて直谷を守ったので、賀若敦は前進できなくなった。宇文泰は山南をよく知る遷哲を派遣して、賀若敦に同道して経略にあたらせた。楽熾らは降伏したり捕らえられたりして反乱は鎮圧された。遷哲はそのまま賀若敦とともに南方の狥の地に進出した。遷哲は先に巴州に到着して、外城の中に入った。梁の巴州刺史の牟安民は開門して降伏を願い出た。牟安民の子の牟宗徹らがなおも琵琶城に拠って抵抗したため、遷哲はこれを攻撃して落とし、900人あまりを殺害ないし捕らえた。遷哲の軍が鹿城に到達すると、鹿城の城主は使者を派遣して降伏を願い出た。遷哲は使者の態度が高慢だとして降伏を許さなかった。梁軍は街道の左に伏兵を置いて遷哲を迎え撃ったが、遷哲は進撃してこれを撃破し、鹿城を陥落させた。凱旋すると、侍中・驃騎大将軍・開府儀同三司の位を加えられ、直州刺史に任じられた。田弘とともに信州を攻撃した。
恭帝3年（556年）正月、西魏軍が并州に到達した。梁の并州刺史の杜満各が西魏に降った。さらに畳州に進撃して包囲し、これを陥落させて刺史の冉助国らを捕らえた。遷哲はこれらの戦いで先鋒をつとめ、兵士の先頭に立って戦って18州を平定した。信州が少数民族の首長の向五子王らに包囲されると、田弘は遷哲を派遣して救援させた。到着したとき、信州はすでに陥落していた。遷哲は白帝に入城した。賀若敦らが到着すると、ともに向五子王らを攻撃して撃破した。田弘が凱旋すると、遷哲は宇文泰の命を受けて白帝にとどまった。信州には食糧の備蓄がなく、軍糧がとぼしくなると、遷哲は葛の根から粉を作って米に混ぜ、兵士に与えた。病にかかった者がいると、みずから医薬を与えた。黔陽蛮の田烏度や田都唐らが略奪を繰り返していたため、遷哲は機をみて出撃し、その多くを殺害した。諸民族の首長が子弟を送って人質とし、1000家あまりにおよんだため、遷哲は白帝城の外に築城して人質たちを住まわせた。
北周の明帝元年（557年）、都督信臨等七州諸軍事・信州刺史に任じられた。少数民族の首長の蒲微が隣州刺史となり、挙兵して北周に反抗した。遷哲は難路をいやがる諸将を叱咤して隣州に進撃し、その5城を落とした。明帝2年（558年）、爵位は西城県公に進んだ。武成元年（559年）、遷哲は長安に入朝して、明帝に甲や荘田などを賜った。保定年間、平州刺史に任じられた。
天和3年（568年）、位は大将軍に進んだ。天和4年（569年）、遷哲は金州・上州などの諸州の兵を率いて襄陽に駐屯した。天和5年（570年）、南朝陳の章昭達が江陵に迫り、後梁の蕭巋が襄州に急報すると、北周の衛公宇文直は遷哲を江陵の救援に向かわせた。遷哲は部下を率いて江陵の外城を守った。陳の程文季と交戦して敗れ、江陵総管の陸騰の救援を受けて陳の攻勢をようやく退けた。陳軍は龍川寧朔の堤を破壊して、江陵城を水攻めにした。遷哲はまず北の堤を塞いで水を止め、精鋭を率いて出撃し、陳兵多数を斬って、城内の動揺を鎮めた。まもなく陳軍が城内に入り、民家を焼いた。遷哲は騎兵を率いて南門から出て、また歩兵に北門から出させて、両部隊が陳軍を挟み撃ちにすると、陳兵は混乱して水に落ちて死ぬ者を出した。この夜、陳軍が城西の城壁をはしごで登って城の攻略を試みたが、遷哲は精鋭を率いてこれを防ぎ、陳軍を撃退した。まもなく大風が起こると、遷哲は闇夜に乗じて出撃して、陳軍の本陣を襲い、多数を殺傷した。さらに陸騰が西堤で陳軍を撃破すると、陳軍は撤退に追いこまれた。建徳2年（573年）、遷哲の爵位は安康郡公に進んだ。
建徳3年（574年）、襄州で死去した。享年は64。金州総管の位を追贈された。諡は壮武といった。

## 子女
- 李敬仁（遷哲に先だって死去した）
- 李敬猷（六男、後嗣、儀同大将軍）

## 伝記資料
- 『周書』巻44 列伝第36
- 『北史』巻66 列伝第54